# Clavaspis barbigera
Clavaspis barbigera är en insektsart som beskrevs av Ferris 1954. Clavaspis barbigera ingår i släktet Clavaspis och familjen pansarsköldlöss. Inga underarter finns listade i Catalogue of Life.